# Puchar Narodów Afryki 1962
Trzecia edycja Pucharu Narodów Afryki odbyła się w 1962 roku w Addis Abebie (Etiopia). Do turnieju finałowego awansowały zwycięskie drużyny z eliminacji: Tunezja, Uganda, a także gospodarz Etiopia i obrońca tytułu – Egipt. Turniej rozgrywany był systemem pucharowym.

## Eliminacje

### 1 runda
| Tunezja | 2 – 0 | Maroko |
|         | w/o   |        |

Maroko wycofało się z eliminacji.
| Nigeria | 0 – 0 | Ghana   |
| Ghana   | 2 – 2 | Nigeria |

Nigeria awansowała dzięki losowaniu.
| Kenia  | 0 – 1 | Uganda |
| Uganda | 0 – 1 | Kenia  |

Uganda awansowała dzięki losowaniu.

### 2 runda
Uganda – wolny los (automatyczny awans)
| Nigeria                   | 2 – 1 | Tunezja       |
| Patrick Noquapor 30', 84' |       | Ali Klibi 25' |
| Tunezja                   | 2 – 0 | Nigeria       |
|                           | w/o   |               |

Piłkarze Nigerii w rewanżowym meczu z Tunezją zeszli z boiska w proteście przeciwko niesłusznie uznanej, ich zdaniem, bramce dla piłkarzy Tunezji. Na boisku wynik 2:2.

## Turniej finałowy

### Półfinały
| 14 stycznia 1962 | Etiopia Luciano, Girma, Mengistou, Luciano | 4:2 | Tunezja Merrichko, Moncef Chérif |  |
|                  |                                            |     |                                  |  |

| 18 stycznia 1962 | Egipt Abdelfattah Badawi, Salah Selim | 2:1 | Uganda Jonathan |  |
|                  |                                       |     |                 |  |

## Mecz o trzecie miejsce
| 20 stycznia 1962 | Tunezja Djedidi, Moncef Chérif, Rached Meddab | 3:0 | Uganda |  |
|                  |                                               |     |        |  |

## Finał
| 21 stycznia 1962 | Etiopia · Mengistou 84', 117', Girma 74', Italo 101' | 4:2, po Dogrywce | Egipt · Abdelfattah Badawi 35', 79' |  |
|                  |                                                      |                  |                                     |  |

| Zwycięzca Pucharu Narodów Afryki 1962 Etiopia 1. Tytuł |

## Strzelcy
3 bramki
 Mengistou
 Abdelfattah Badawi
2 bramki
 Luciano
 Moncef Chérif
 Girma
1 bramka
 Italo
 Salah Selim
 Jonathan
 Merrichko
 Djedidi
 Rached Meddab